# Друянов, Алтер
А́лтер Друя́нов (6 июля 1870, Друя — 10 мая 1938, Тель-Авив) — израильский литератор, редактор, журналист, фольклорист.

## Биография
Родился в обеспеченной хасидской семье раввина и торговца Гецеля (Пейсаха-Эльокима) Янкелевича и Трайны Друяновых. Учился в Воложинской иешиве, затем занялся коммерцией. В 1890 опубликовал свой первый фельетон в газете на иврите «Ха-Мелиц», за ними последовали статьи и фельетоны на иврите и на идише в разных периодических изданиях. В 1900—1905 был секретарем одесского Комитета по заселению Палестины, выехал в Эрец-Исраэль в 1906, но в 1909 вернулся в Россию и до 1914 редактировал «Ха-Олам» (в те годы орган Всероссийской сионистской организации). В 1918 в Одессе начал редактировать совместно с Х. Н. Бяликом и И. Х. Равницким периодические сборники еврейской фольклористики «Решумот» (вып. 1-4, Одесса—Берлин—Тель-Авив, 1918-26).
С 1921 постоянно жил в Эрец-Исраэль. Друянов известен как автор «Сефер ха-бдиха ве-ха-хидуд» («Книга анекдотов и острот»), изданных в трёх томах в период с 1935 по 1938). Составитель сборника документов «Ктавим ле-толдот Хиббат Цион ве-ишув Эрец-Исраэль» («Записки по истории Хибат Цион и заселения Палестины»), изданных в трёх томах в период с 1919 по 1932). В 1943—1945 вышел двухтомник его произведений.